# Lijst van burgemeesters van 's-Gravendeel
Dit is een lijst van burgemeesters van de voormalige Nederlandse gemeente 's-Gravendeel in de provincie Zuid-Holland. Per 1 januari 2007 is de gemeente opgeheven en opgegaan in de nieuwe gemeente Binnenmaas.
| Ambtsperiode | Naam burgemeester                       | Partij of stroming | Bijzonderheden                                                         |
| ------------ | --------------------------------------- | ------------------ | ---------------------------------------------------------------------- |
| 1811-18?     | Willem van Kooten                       |                    | eerste maire van 's-Gravendeel                                         |
| 18?? - 18??  | J. Elshoff                              |                    |                                                                        |
| 1831-1868    | Jan Hendrik Heereman                    |                    |                                                                        |
| 1868-1899    | Frederik Eduard Vaarzon Morel           |                    | was burgemeester van Ameide en Tienhoven (ZH)                          |
| 1899-1930    | Dirk Roodenburg Vermaat                 |                    | was ambtenaar ter secretarie te Pernis                                 |
| 1930-1954    | Cornelis van Heesen                     | ARP                | was gemeentesecretaris van Boskoop                                     |
| 1955-1971    | mr.dr. Cornelis (Kees) Jansen Verplanke | ARP                | werd burgemeester van Ridderkerk                                       |
| 1971-1986    | Dimmen Lodder                           | CHU / CDA          | was burgemeester van Driewegen, Ellewoutsdijk en Borssele              |
| 1986-1993    | Jaap Nederlof                           | CDA                | was burgemeester van Marken                                            |
| 1993-2000    | Mirjam Salet                            | PvdA               | was wethouder van Gorinchem, werd burgemeester van Hoogezand-Sappemeer |
| 2000-2006    | Alle Jan Pijlman                        | PvdA               | waarnemend burgemeester                                                |